# Бауэр, Антун
Антун Бауэр (хорв. Antun Bauer; 11 февраля 1856 года, Брезница, Австро-Венгрия — 7 декабря 1937 года, Загреб, Югославия) — хорватский католический архиепископ. Архиепископ Загреба с 26 апреля 1914 года по 7 декабря 1937 года.

## Биография
Родился 11 февраля 1856 года в Брезнице. Учился в Загребе, Будапеште и Вене. В 1879 году был рукоположен в священники, в 1883 году получил докторскую степень по философии.
Служил священником в Загребе, Иванеце и Самоборе, работал катехизатором в загребском колледже. В 1887 году получил ставку лектора на теологическом факультете Загребского университета, с 1904 года — профессор философии и фундаментальной теологии. С 1905 года — декан факультета теологии, в 1906—1907 годах — ректор Загребского университета. С 1899 года — действительный член Югославской академии наук и искусств.
Церковную деятельность сочетал с работой в хорватском саборе, где представлял Хорватскую партию права.
20 января 1911 года Антун Бауэр был назначен коадъютором архиепархии Загреба при епископе Юрае Посиловиче. Как и все коадъюторы стал титулярным епископом с титулом епископа Пессинунта. Епископская хиротония состоялась 29 января 1911 года, её возглавлял кардинал Рафаэль Мерри дель Валь.
После смерти Юрая Посиловича 26 апреля 1914 года Антун Бауэр автоматически, в силу поста коадъютора, стал архиепископом Загреба. На посту архиепископа осуществил ряд важных начинаний, связанных с необходимостью строительства новых католических структур после распада Австро-Венгрии и образования Королевства сербов, хорватов и словенцев, позднее переименованного в Королевство Югославия. В 1918 году по его инициативе была основана Конференция католических епископов Хорватии, в 1922 году участвовал в работе комиссии по подготовке конкордата нового государства со Святым Престолом, в 1925 году он председательствовал на первом с 1690 года синоде архиепархии Загреба. Совместно с епископом Джякова Антуном Акшамовичем основал семинарию и высшую школу в Загребе. Он также помог воссоздать хорватское отделения Каритаса.
Бауэр является автором ряда философско-теологических трудов, его работы посвящены в основном интерпретации метафизики с позиций неотомизма. Главные работы — «Область материализма» (1889), «Богослав Шулек как философ и полемик» (1890), «Естественное богословие» (1892), «Общая метафизика или онтология»(1894), «Теодицея или учение о рациональном понимании Бога» (1918).
Скончался в Загребе 7 декабря 1937 года.